# Hugh Ruttledge

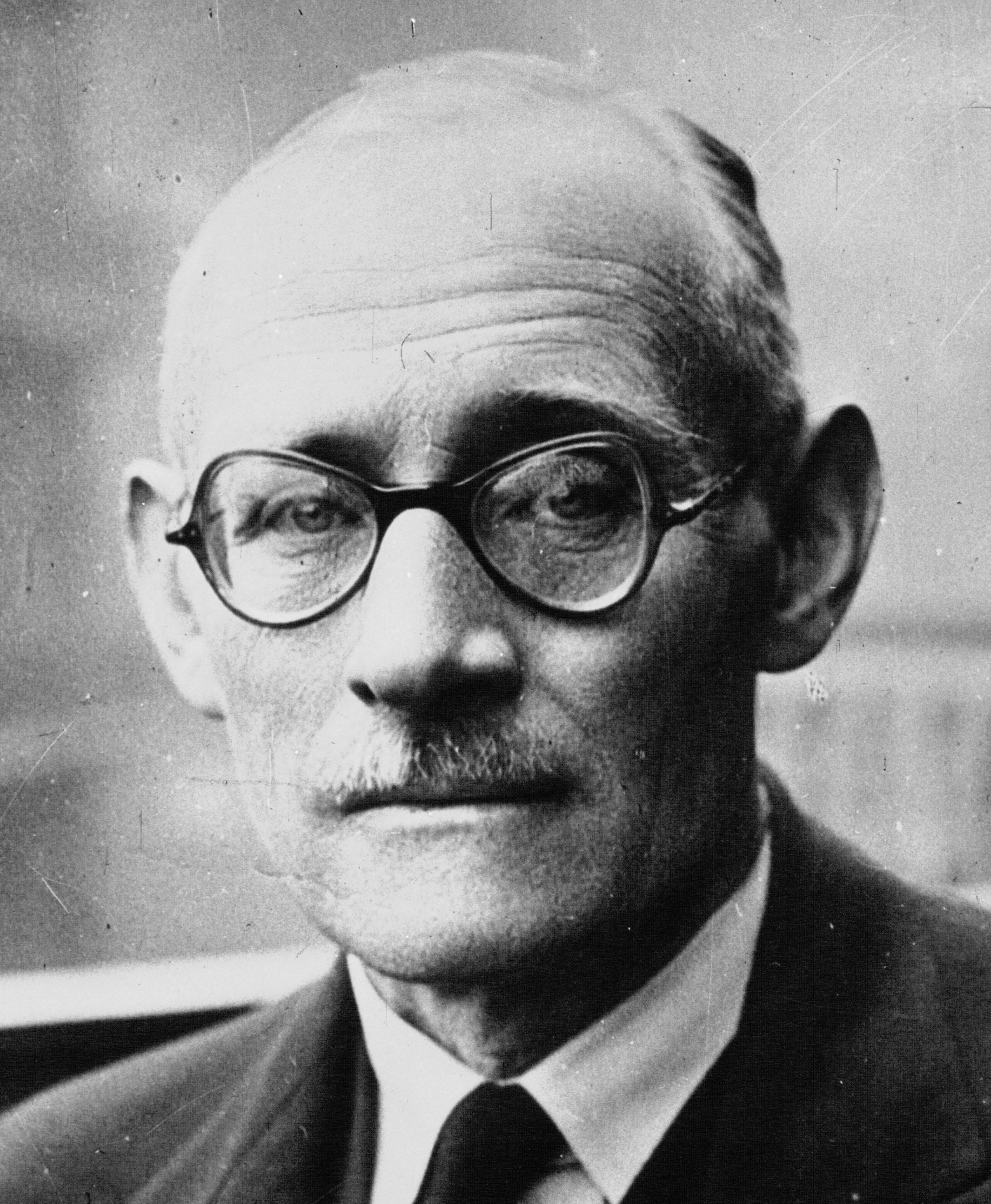
Hugh Rutledge (1936)

Hugh Ruttledge (* 24. Oktober 1884; † 7. November 1961 in Stoke bei Plymouth) war ein britischer Bergsteiger und Expeditionsleiter zweier Expeditionen zum Mount Everest 1933 und 1936.

## Kindheit und Jugend
Ruttledge war der Sohn des Lt.-Colonel Edward Butler Ruttledge, der als Mediziner in der indischen Kolonialverwaltung tätig war, und seiner Frau Alice Dennison. Ruttledge wurde an Schulen in Dresden und Lausanne ausgebildet und ging anschließend ans Cheltenham College. 1903 schrieb er sich am Pembroke College der University of Cambridge ein. 1906 erhielt er die zweite Graduierung in den Classical honours tripos.

## Indien und Bergsteigen
Ruttledge bestand 1908 die Eingangsprüfung der indischen Kolonialverwaltung und verbrachte ein Jahr an der University of London mit dem Studium des indischen Rechts, der Geschichte und der Sprachen, bevor er 1909 nach Indien ging.
Er wurde zunächst als Assistant in Rurki und Sitapur eingesetzt, dann zum Magistratsbeamten in Agra befördert. Er spielte Polo und nahm an Feldsportarten wie Großwildjagden teil, bis er 1915 vom Pferd fiel und dieser Unfall ihm ein Rückgratleiden (verkrümmter Rücken) bescherte („a curved spine and a compacted hip“). 1915 heiratete er auch Dorothy Jessie Hair Elder in Agra, mit der er einen Sohn und zwei Töchter hatte.
1917 zog Ruttledge nach Lakhnau, um dort Stadtverwaltungsbeamter zu werden. 1921 wurde er dort stellvertretender Commissioner. Während eines Europabesuchs 1921 begann er in den Alpen zu klettern.

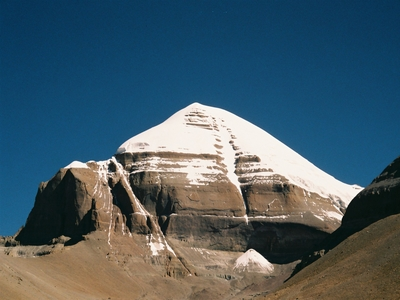
Südseite des Mount Kailash

1925 ging er als Deputy Commissioner nach Almora am Fuß des Himalaya, in Sichtweite einiger der hohen Berge. Trotz seiner Verletzungen war Ruttledge weiter zum Bergsteigen fähig, und er schärfte seine Sinne, um jeden Winkel seines Distriktes kennenzulernen. Zusammen mit seiner Frau begann er die Gletscher und Gipfel an Indiens Nordgrenze zu erkunden.
Der höchste Gipfel im British Empire war die Nanda Devi, umringt von einer Reihe Bergen höher als 21000 Fuß, so dass sie kaum zugänglich war. 1925 erkundeten die Ruttledges zusammen mit Colonel R. C. Wilson von der Indischen Armee und Dr T. H. Somervell das Gebiet um den Berg, in der Hoffnung, einen Zugang zum Berg über Milam und den Timphu-Gletscher; sie schlossen aber, dass das Unternehmen möglicherweise zu gefährlich sei.
Zusammen mit seiner Frau unternahm er im Juli 1926 die Pilger-Umrundung des Mount Kailash; seine Frau war die erste westliche Frau, die diese Zeremonie unternahm. Ruttledge war in Tibet in offiziellen Angelegenheiten, aber weil der Beamte, den sie zu sehen hofften, der Älteste von Garpon in Gartok, verhindert war, beschlossen Ruttledge und seine Frau, die Parikrama genannte Pilgerfahrt um den Mount Kailash zu machen. Derweilen erkundeten Wilson (der sie auf der Reise begleitete) und ein Sherpa, der sich „Satan“ nannte (sic), die verschiedenen Zugänge zum Berg. Ruttledge hielt die 2000 Meter hohe Nordseite des Kailas für zu steil und unersteigbar ('utterly unclimbable'). Er dachte über eine Besteigung des Berges über den Nordostgrat nach, aber kam zu der Ansicht, dass er zu wenig Zeit hierfür habe. Während er nach Almora zurückkehrte, schrieb er, dass er ungefähr 600 Meilen schönes Trekking hinter sich habe, das er vollständig zu Fuß zurücklegte, zum Erstaunen oder Skandal der „richtigdenkenden“ Inder und Tibeter. Ruttledge und seine Frau querten auch die erste bekannte Querung des Traill-Passes zwischen der Nanda Devi und dem Nanda Kot.
1927 erkundete er zusammen mit Tom Longstaff und unterstützt von Sherpas das Nandakini-Tal und überquerte den hohen Pass zwischen dem Trishul und dem Nanda Ghunti.
Obwohl Longstaff berichtete, dass viele Menschen in Ruttledges Distrikt großen Respekt für ihn hegten, nahm Ruttledge bereits 1929, sehr früh, seinen Abschied aus der indischen Kolonialverwaltung. Somervell kommentierte das wie folgt: „Er war es leid, Pläne zu machen, von denen er wusste, dass sie richtig waren, und jedes Mal zu erleben, dass es die Kolonialverwaltung besser wusste als der Mann vor Ort“ („He was so tired of making plans that he knew to be right, to find that the Government always thought they knew better than the man on the spot“). Zur Zeit seines Abschieds hatten Ruttledge und seine Frau zwölf hohe Pässe überschritten.
Ruttledge versuchte in den 1930ern dreimal, die Nanda Devi zu erreichen, und schaffte es dreimal nicht. In einem Brief an die Times schrieb er, dass „die Nanda Devi ihren Verehrern eine Zumutung auferlege, die immer noch außerhalb ihrer Kräfte und Ausdauer lägen“, und er fügte hinzu, dass bereits der Zugang zum Nanda Devi-Sanktuar schwieriger sei, als an den Nordpol zu kommen.

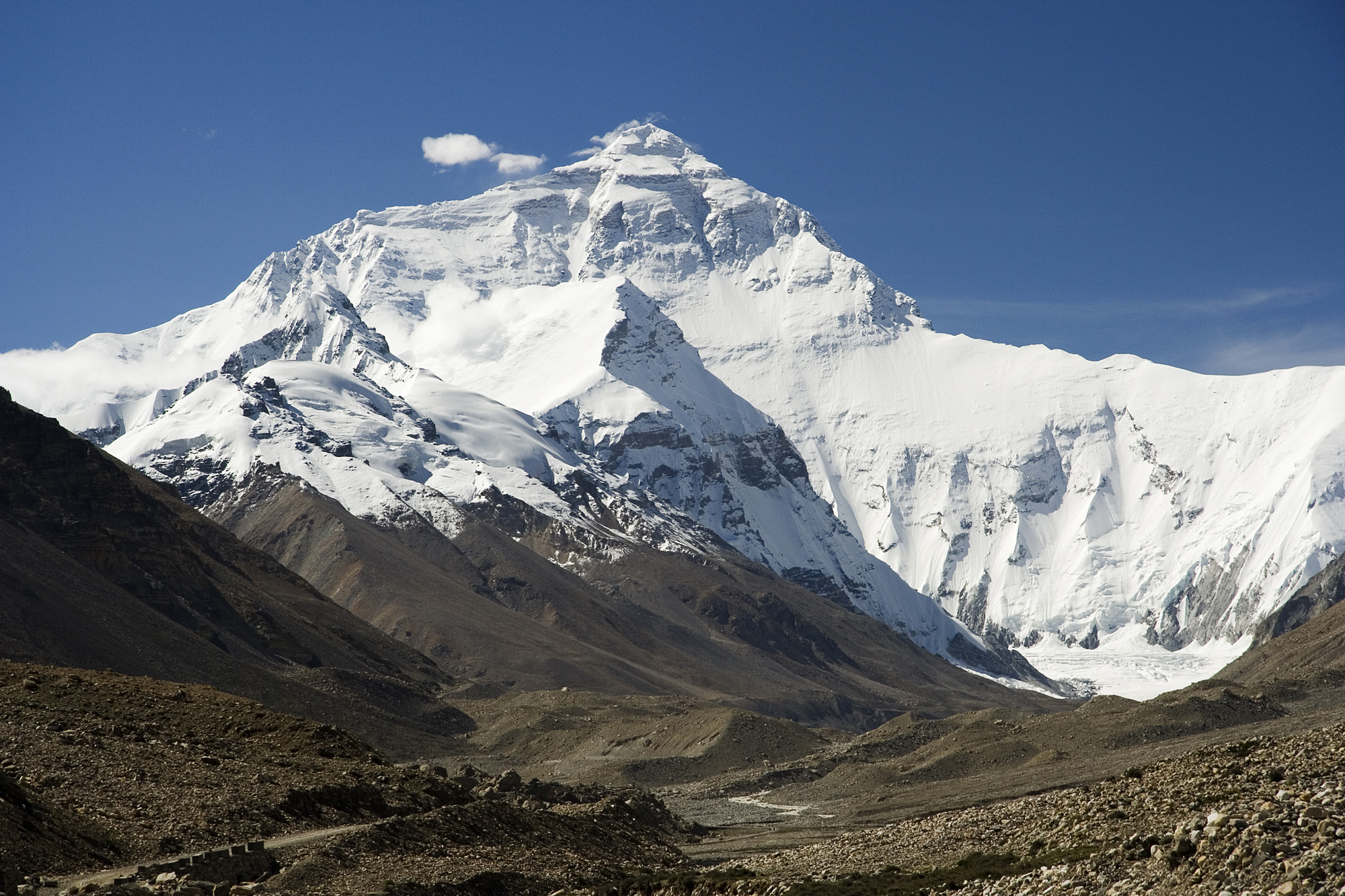
Nordseite des Mount Everest, im linken Wandteil (unter den Wolken) britische Versuche in den 1920ern und 1930ern

## Everest-Expedition 1933
1933 erhielten die Briten von den Behörden in Tibet erstmals nach 1924 wieder die Erlaubnis, weitere Besteigungsversuche am Everest zu unternehmen. Die Aufgabe des Mount-Everest-Komitees war, einen Expeditionsleiter für die vierte Expedition zu finden, was schwierig wurde wegen der Unfähigkeit von Charles Granville Bruce (Leiter der vorigen britischen Expeditionen an den Berg), und aufgrund der Weigerung von Major Geoffrey Bruce und Edward Felix Norton, diese Rolle einzunehmen. Wie Ruttledge schrieb, war es „notwendig, jemanden zu finden, der Erfahrung mit Menschen im Himalaya hat, als auch einen mit Kenntnissen im Bergsteigen, und so fiel wohl zufällig das Los auf mich“.
Die Mannschaft für diesen Versuch, die die seitherige Standardroute über den Nordsattel unternahm, bestand aus einer Kombination von Militärleuten und den „Oxbridge“-Absolventen, und schloss niemanden ein, der bereits beim Versuch von 1924 dabei gewesen war. Die britische Mannschaft bestand aus Frank Smythe, Eric Shipton, Jack Longland, Eugene Birnie, Percy Wyn-Harris, Edward Shebbeare, Lawrence Wager, George Wood-Johnson, Hugh Boustead, Colin Crawford, Tom Brocklebank, E. Thompson und William Maclean, mit Raymond Greene (Bruder von Graham Greene) als Expeditionsarzt und William „Smidge“ Smyth-Windham als Funker.
Der höchste Punkt, den man erreichte, lag auf 8570 m, aber die Route wurde als zu schwer befunden, und das lebensnotwendige Camp V, das an einem der seltenen Tage mit schönem Wetter (20. Mai) hätte errichtet werden sollen, wurde wegen Meinungsverschiedenheiten im Team niemals aufgebaut. Es war während dieser Expedition, dass Wyn-Harris auf 8500 m Höhe etwa 20 m unter dem Grat den Eispickel von Andrew Irvine fand, der in Gipfelnähe am 8. Juni 1924 zusammen mit George Mallory verschwunden war.
Einer der Sherpas auf dieser Expedition (wie auch beim Versuch von 1936) war Tenzing Norgay, der dann zusammen mit Edmund Hillary 1953 die Erstbesteigung schaffte.
1934 wurde Ruttledge mit der Goldmedaille der Royal Geographical Society ausgezeichnet: „Für seine Reisen in den Himalaya und seine Expeditionsleitung am Mount Everest 1933“. („For his journeys in the Himalayas and his leadership of the Mount Everest Expedition, 1933.“) Obwohl das Mount-Everest-Komitee eine Untersuchung zu den Ursachen des Scheiterns dieser Expedition einleitete, wurde Ruttledge nicht schuldig befunden; nahezu alle Mitglieder der Expedition hatten ihre Bewunderung für ihn zum Ausdruck gebracht.

## Everest-Expedition 1936
Aufgrund der nahezu universellen Unterstützung zu seiner Leitung bei der Reise 1933 wurde Ruttledge auch 1935 wieder ausgewählt, seine zweite Expedition (die sechste britische) an den Everest zu unternehmen, die die bis dato größte wurde, um den Everest zu bezwingen, zusammen mit den Veteranen der 1933er Expedition – Frank Smythe, Eric Shipton und Percy Wyn-Harris –, weitere Teammitglieder waren Charles Warren, Edmund Wigram, Edwin Kempson, Peter Oliver, James Gavin, John Morris und Gordon Noel Humphreys. William Smyth-Windham war wiederum der oberste Funker. Obschon man den Nordsattel erreichte, blies Ruttledge die Expedition ab, als schwere Stürme und tiefer Schnee oberhalb 7000 Metern das frühe Einsetzen des Monsuns zeigten.
Tenzing Norgay schrieb über Ruttledge und die 1936er Expedition:
„Mr Ruttledge war zu alt als Höhenbergsteiger, aber er war ein wundervoller Mann, freundlich und warmherzig, und alle Sherpas waren stolz, mit ihm unterwegs zu sein. Dies war eine sehr große Expedition, mit mehr Sahibs als jemals zuvor und insgesamt sechzig Sherpas, fünfmal so viel wie 1935.“ (1935 hatte es eine sehr kleine, unterfinanzierte, vom notorischen Geiz des damaligen Leiters geprägte Expedition gegeben, die keinen Erfolg hatte.)

## Weiteres Leben
1932 plante Ruttledge ein Leben als Landwirt und kaufte schließlich die Insel Gometra, nahe der Isle of Mull. Nach seiner Rückkehr von der 1936er Expedition zum Everest entschied er, dass ein Leben am Meer vorzuziehen sei, und er kaufte verschiedene Boote „ein 42 Fuß langes Watson-Lebensrettungsboot und später einen größeren Segelkutter“, um seine Idee zu erfüllen. 1950 zog er von der Küste weg und kaufte ein Haus in der Gegend von Dartmoor.

## Schriften
- Hugh Ruttledge: Everest: The Unfinished Adventure. Hodder and Staughton, 1937.